# The River Wild - Il fiume della paura
The River Wild - Il fiume della paura (The River Wild) è un film del 1994 diretto da Curtis Hanson, con protagonista Meryl Streep, affiancata da David Strathairn e Kevin Bacon.

## Trama
Gail Hartman, appassionata di rafting, vive a Boston con il marito Tom e i figli Willa e Roarke e da tempo è in crisi col primo che, a causa del suo lavoro di architetto, finisce spesso col trascurare la sua famiglia. In occasione del decimo compleanno di Roarke, Gail decide di andare in Idaho portando con sé il figlio e il loro cane Maggie mentre Tom rimane a casa per lavoro e la figlia Willa rimane con i nonni materni. Poco prima che lei parta tra le rapide del Canyon arriva inaspettatamente Tom, che decide di unirsi a loro. Durante la gita incontrano due uomini, Wade e Terry, con cui stringono amicizia.
Dopo una giornata di rafting, alla sera festeggiano tutti assieme il compleanno di Roarke; Wade e Terry sembrano persone pacifiche, soprattutto Wade con Gail, ma i due coniugi iniziano a nutrire dei sospetti e per questo progettano di allontanarsi da loro ma la mattina seguente Wade mostra la pistola a Roarke, che Wade ha convinto a viaggiare sul suo gommone, mentre Gail e Tom cercano di seguirli per riprendersi Roarke e fuggire.
Raggiunto Roarke, Gail e Tom vengono catturati e minacciati con una pistola da Wade; questo tenta di sparare al cane, che riesce a fuggire mentre Gail, Tom e Roarke vengono legati sul rafting e tenuti sotto tiro da Wade e Terry, che si rivelano essere due pericolosi latitanti che, dopo aver commesso una rapina, conservano la refurtiva dentro una valigia verde. I due criminali costringono Gail ad attraversare il fiume, cosicché possano fuggire lontano e uscire da quel posto.
Nella notte, Tom tenta di rubare la pistola a Terry mentre Wade dorme ma viene scoperto e fugge, inseguito da Wade; Tom cerca di scalare una montagna mentre Wade, dopo aver sparato un colpo e sentito un tonfo in acqua, si allontana convinto di aver ucciso Tom. Quest'ultimo tuttavia sopravvive e riesce a ritrovare il cane.
La mattina seguente, il gruppo si imbatte in Johnny, un ranger che avevano già incontrato il giorno prima a cui Gail, minacciata con una pistola puntata alla schiena da Wade, aveva fatto credere che andasse tutto bene ma in quella giornata, Wade, temendo di essere scoperto spara a Johnny e lo butta nel fiume uccidendolo.
Wade costringe Gail ad attraversare le rapide del fiume, quelle più pericolose che hanno già fatto delle vittime in passato (un morto e un paralizzato); Gail non se la sente temendo anche per il figlio ma, nonostante la paura, riescono a uscirne salvi e vengono ritrovati da Tom che, nel tentativo di salvare la moglie e il figlio, rovescia la zattera e lotta con Wade, mentre Gail dopo aver quasi spezzato il braccio a Terry, si impossessa della pistola minacciando i due criminali. Wade riesce però a distoglierla dai suoi intenti; Gail spara verso l'alto ma dalla pistola non parte nessun colpo mentre Wade dice che nella pistola ci dovrebbe esserne uno; a quel punto i criminali riprendono ad aggredire Gail, Tom e Roarke, ma Gail ritrova il proiettile e infine spara a Wade, uccidendolo mentre Terry viene arrestato poco dopo dai rangers. Finalmente salvi, Gail e Tom si baciano appassionatamente, segno che i due hanno finalmente ritrovato la serenità e superato la crisi matrimoniale.

## Riconoscimenti
- 1995 - Golden Globe
  - Nomination Migliore attrice in un film drammatico a Meryl Streep
  - Nomination Miglior attore non protagonista a Kevin Bacon
- 1995 - Screen Actors Guild Awards
  - Nomination Migliore attrice protagonista a Meryl Streep
- 1995 - Blockbuster Entertainment Awards
  - Nomination Miglior attrice in un film di suspense a Meryl Streep